# Trolejbusová doprava v Ivanovu

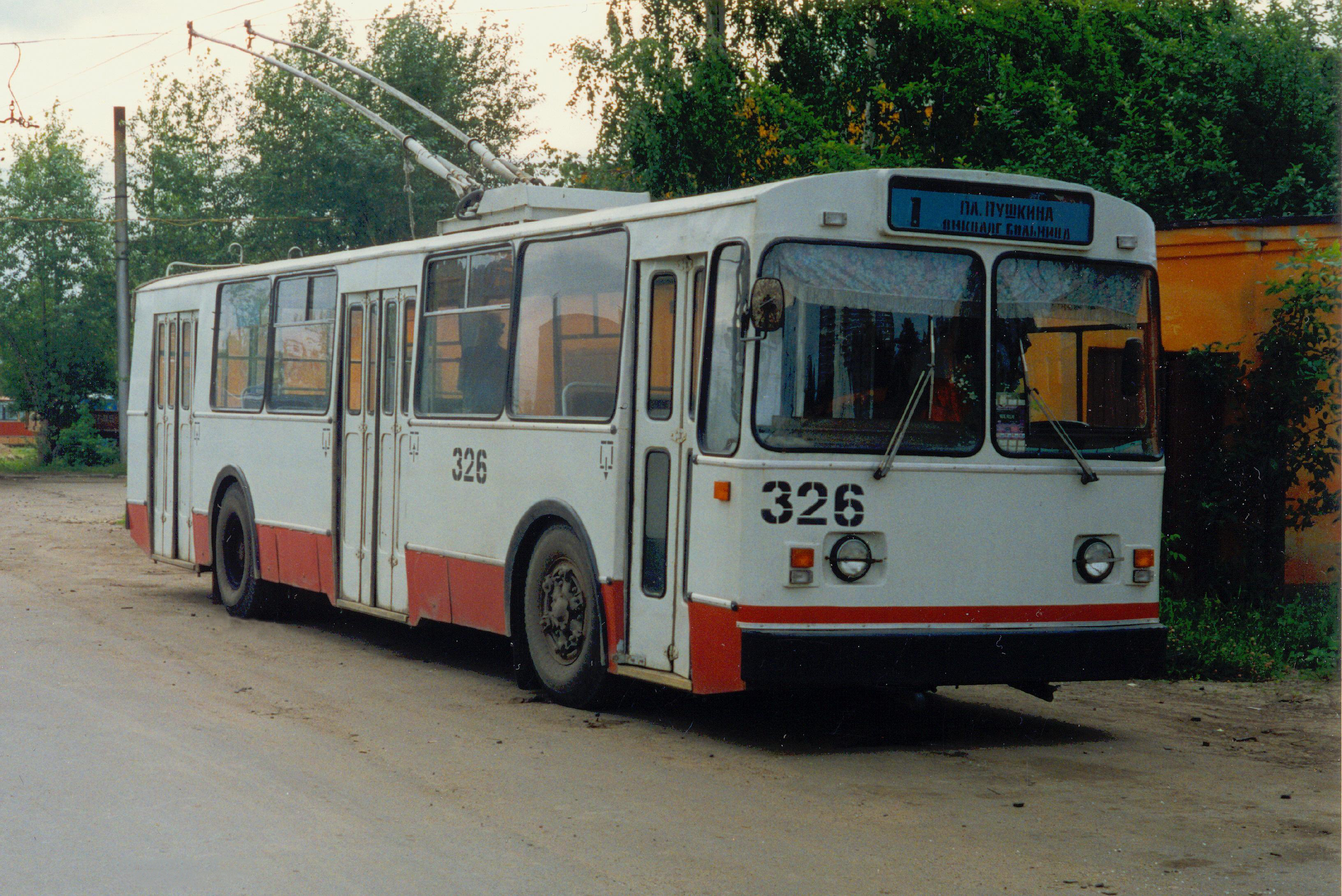
Trolejbus ZiU-682 v Ivanovu

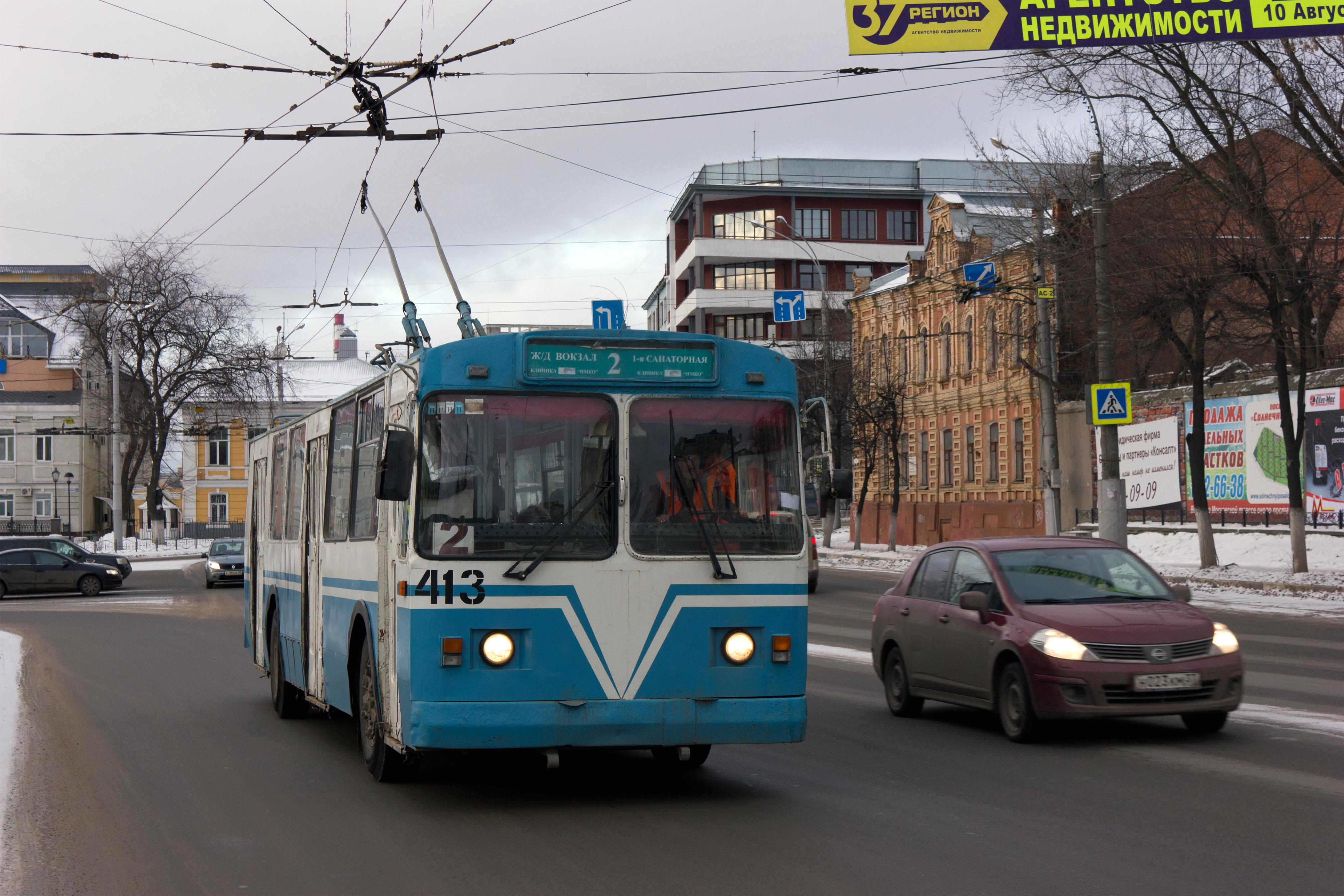
Trolejbus ZiU-9 v Ivanovu

Ruské oblastní město Ivanovo má vlastní síť trolejbusové dopravy.

## Historie
Počátky dnešní trolejbusové sítě sahají do 60. let 20. století; provoz byl zahájen 5. listopadu roku 1962. Od této doby se během více než čtyřiceti let vyvinula celkem hustá trolejbusová síť, dlouhá celkem 103,7 km. Obsluhuje převážně centrum a sídliště na jihu a jihovýchodě města. Spolu s tramvajovou sítí (někde se oba dva druhy dopravy totiž překrývají) tak vytváří funkční systém městské dopravy.
Trolejbusy zajišťují dopravu též i do nedaleké Kochmy (16 km dlouhá trať, v provozu od roku 1970) a na místní letiště (od roku 1978). Poslední nová trať byla otevřena roku 1988 a jednalo se o prodloužení letištního trolejbusového úseku. Po roce 1990 nastoupila krize, jež se projevila mírným „osekáním“ celé sítě o málo vytížené úseky. V roce 2000 byl přerušen provoz trolejbusů v pracovních dnech v dobách sedla (10:00 až 15:00).

## Vozový park
Celkem slouží 80 trolejbusů, všechny z nich jsou typu ZiU-9. Vozový park je zastaralý; nejstarší z trolejbusů pochází z roku 1981. Mezi lety 2002 a 2004 proběhlo několik oprav provozovaných vozidel; během nich byla hlavně upravena jejich elektrická výzbroj. Všechny vozy jsou deponovány v jediné vozovně, která se nachází na jihovýchodě města.